# Источник Мимира

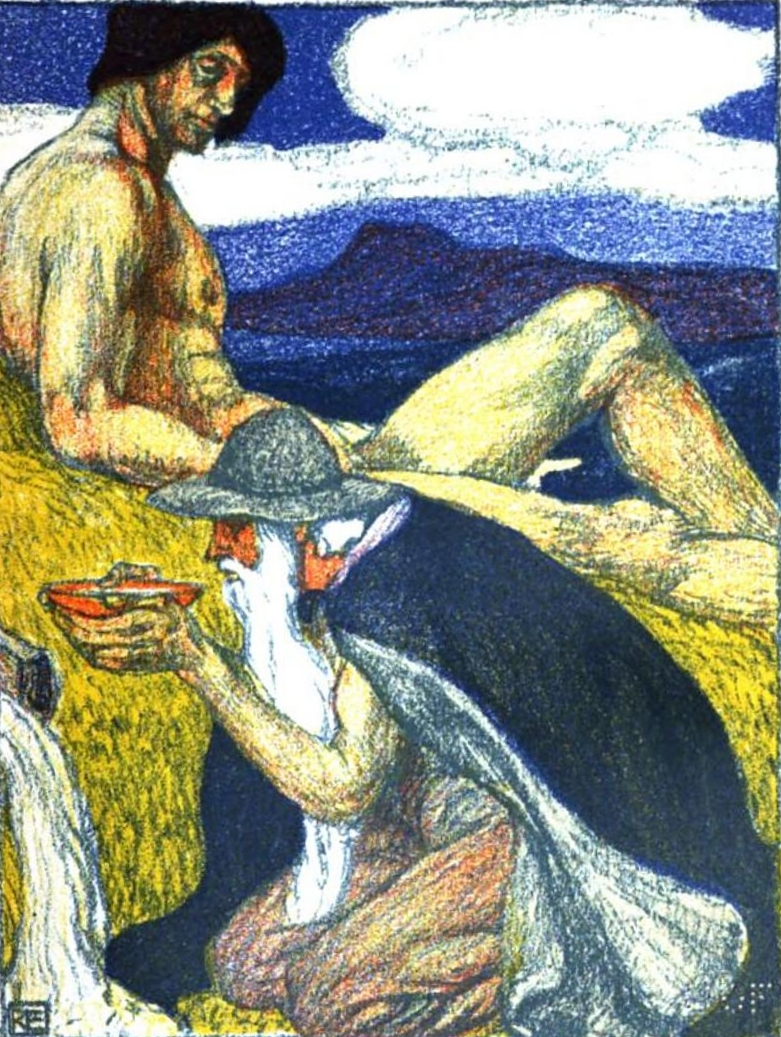
Один пьёт из источника Мимира

Исто́чник Ми́мира (также Коло́дец Ми́мира, др.-сканд. Mímisbrunnr) — в скандинавской мифологии источник мудрости, охраняемый великаном Мимиром.

## Источник Мимира в Эдде
Источник Мимира упоминается в Эдде несколько раз: к примеру, в Старшей Эдде («Прорицание вёльвы», строфа 28) говорится «Знаю я, Один, где глаз твой спрятан: скрыт он в источнике славном Мимира! Каждое утро Мимир пьёт мёд с залога Владыки» (в переводе А. И. Корсуна). Там же (строфа 27) этот источник называется «мутным водопадом».
В Младшей Эдде («Видение Гюльви», часть 15) раскрывается расположение источника, в котором «сокрыты знание и мудрость»: под корнем мирового дерева Иггдрасиль, протянувшегося в мир инеистых великанов. Здесь же можно найти о нём и другие подробности: «Мимиром зовут владетеля этого источника. Он исполнен мудрости, оттого что пьёт воду этого источника из рога Гьяллархорн. Пришёл туда раз Всеотец и попросил дать ему напиться из источника, но не получил он ни капли, пока не отдал в залог свой глаз». В части 51 «Видения Гюльви» перед последней битвой богов и великанов верховный бог Один «скачет к источнику Мимира и испрашивает совета у Мимира для себя и своего воинства».

## Интерпретации и мнения
Источник Мимира, определённо связанный с великанами, подпитывает своими водами (мёдом) дерево Иггдрасиль. Кроме того, по мнению советского филолога и историка культуры Мелетинского, от него можно провести параллели к известному в скандинавских сказаниях мёду поэзии, дарующему мудрость и поэтическое вдохновение. Существуют попытки отождествить колодец Мимира с источником Урд, также упоминаемым в Эдде и обычно связываемым с норнами. А поскольку в Эдде говорится об обезглавливании Мимира, то существует мнение, что именно оживлённая голова великана охраняла его источник.
Немало интерпретаций связано с глазом Одина, который покоится в источнике Мимира. По одной из них он служит мудрому великану как сосуд для питья, заступая тем самым на место рога Гьяллархорн. По другой — оставленным в залог глазом Один может смотреть в потусторонний мир, так как источник Мимира и является входом в этот мир. Согласно третьей — в водах источника скрыты прообразы будущих событий, которые Один видит погружённым в него глазом, получая таким образом способность сверхъестественного видения или предвидения. Возможно, напротив, такое жертвоприношение помогает Одину освежить свою память и взглянуть на некогда созданный им мир с точки зрения своих ранних переживаний, свободных от причинно-следственных связей.